# Chinautla
Chinautla – miasto i gmina w Gwatemali, w departamencie Gwatemala. Na początku 2013 roku liczyło około 191,5 tys. mieszkańców.